# Ърни де Вос
Ърни де Вос (на английски: Ernest Nathan de Vos) е канадски пилот от Формула 1, роден е на 1 юли 1941 в Хага, Нидерландия.

## Кариера във Формула 1
Ърни де Вос дебютира във Формула 1 през 1963 г. в Голямата награда на Канада, в световния шампионат на Формула 1 записва 1 участие, като не успява да спечели точки. Състезава се за отборите на Стебро.